# Slag bij Al Fule
De Slag bij Al Fule vond plaats in september 1183. Deze schermutselingen tussen een leger kruisvaarders onder leiding van Guy van Lusignan en de Ajjoebiden onder leiding van Saladin duurden een week lang bij Afula. Tactisch gezien eindigde de slag onbeslist, maar de kruisvaarders wisten te voorkomen dat Saladin versterkte burchten innam en hem tot de terugtocht te dwingen. Wel hadden de moslimsoldaten ernstige schade aangericht aan boerderijen en dorpen.

## Achtergrond
In mei 1182 marcheerde Saladin het koninkrijk Jeruzalem binnen via Eilat. Gedurende de zomer wisten de kruisvaarders onder leiding van koning Boudewijn IV van Jeruzalem succesvol tegenstand te bieden in deze campagne (waaronder ook kasteel Belvoirt). Ondertussen waren de landerijen in het koninkrijk ernstig beschadigd door plunderingen. Rond september 1183 was Boudewijn zo kreupel geraakt door de lepra, dat hij niet langer kon functioneren als koning. Guy van Lusignan, die met zijn zuster Sibylla van Jeruzalem was gehuwd in 1180, werd als tijdelijk regent aangewezen.

## De slag
Op 24 augustus, 1183 keerde Saladin terug naar Damascus, nadat hij Aleppo en diverse andere steden in Mesopotamië had veroverd voor uitbreiding van zijn rijk. In september zette hij een grootscheepse invasie op touw om het koninkrijk Jeruzalem binnen te vallen. Hij stak de Jordaan over, en plunderde de verlaten plaats Baisan, om vervolgens westwaarts te trekken, richting Jalut. Saladin zette kampen op bij diverse waterbronnen in de buurt van Al Fule, iets ten oosten van de plaats. Rond dezelfde tijd zond de moslimleider wat kleine gardes eropuit om schade aan te richten aan landerijen en bezittingen, zoveel als mogelijk was. De plunderaars vernielden de plaatsen Jenin en Afrabala, vielen de abdij van de Taborberg aan en wisten een klein christenleger vanuit Kerak te verslaan, zij waren op weg om zich te voegen bij het kruisvaardersleger.
Guy van Lusignan die een mogelijk gevecht op komst zag, hield in Sephoria open huis voor pelgrims om zich aan te melden als kruisvaarderssoldaat. Ondertussen ontving Lusignan rapporten van zijn geheime dienst over Saladins invasieroute. Na dit rapport marcheerde Lusignan uit naar het kasteel van Al Fule (La Feve). Zijn leger was versterkt met pelgrims, Franse en Italiaanse zeevaarders, waarmee een legergrootte van 1.300 ruiters en meer dan 15.000 infanteristen werd bereikt. Dit zou de grootste Latijnse legercombinatie zijn geweest sinds mensenheugenis.
Het kruisvaardersleger benaderde de gevarenzone in hun meestal bekende formatie en kwam steeds dichter bij de ingenomen waterbronnen bij Ain jalut en Tubanië. De boogschutters en speermannen in de infanterie wisten de Turkse boogschutters te paard op afstand te houden, terwijl de kruisvaarders te paard uitvallen deden om moslims met een mogelijke aanvalsdrang, weg te drijven.
Saladin was niet bekwaam genoeg om het kruisvaardersleger tot een slag te ontlokken, daarom liet hij zijn manschappen wegtrekken van de bronnen en marcheerde de Jordaan stroomafwaarts af. Het christenleger nam de waterbronnen opnieuw in en verbleef er de komende acht dagen, en weigerde een veldslag aan te gaan. De moslims proberen dan opnieuw een aanval te ontlokken wanneer ze een bevoorradingskonvooi onderscheppen. Het leger had maar provisie voor drie dagen meegenomen terwijl de pelgrims niks hadden, de bevoorradingskwestie werd al snel een moeilijk punt.
Door toevallig geluk, ontdekten enkele christelijke soldaten een visvijver tussen de waterbronnen, wat weer enkele dagen vulling gaf, aan een mogelijke nieuwe bevoorrading die door de moslimblokkade moest zien te komen. Saladin keerde vervolgens naar de Taborberg toe en hoopte zo het leger van Lusignan in een hinderlaag aldaar te lokken. Lusignan keerde echter terug naar Al Fule, gedurende deze zet keerde Saladins leger weer om en zette vluchtig de achtervolging in om het christenleger alsnog frontaal te kunnen verslaan. Ze konden echter niet snel genoeg naderen en ook kwam Saladin tot de conclusie dat hij nu zelf een tekort aan levensmiddelen had, waardoor hij de achtervolging staakte en terugtrok. Lusignan marcheerde terug naar zijn kamp bij Sephoria.

## Nasleep
Guy van Lusignan had met deze confrontatie, politiek en strategisch gezien een succes geboekt, hij had Saladin ervan weerhouden om verder op te rukken of versterkingen als burchten of landerijen in te nemen, toch was er grote schade aangericht in dorpen en omringde gewassen. Guy kreeg echter veel kritiek te verduren, en werd beticht van lafheid, om met zijn grote leger tot zijn beschikking niet tot een aanval over te gaan. Enkele maanden later trok Boudewijn IV van Jeruzalem het regentschap van Guy van Lusignan in, hij twijfelde aan diens capaciteiten.